# Banavie

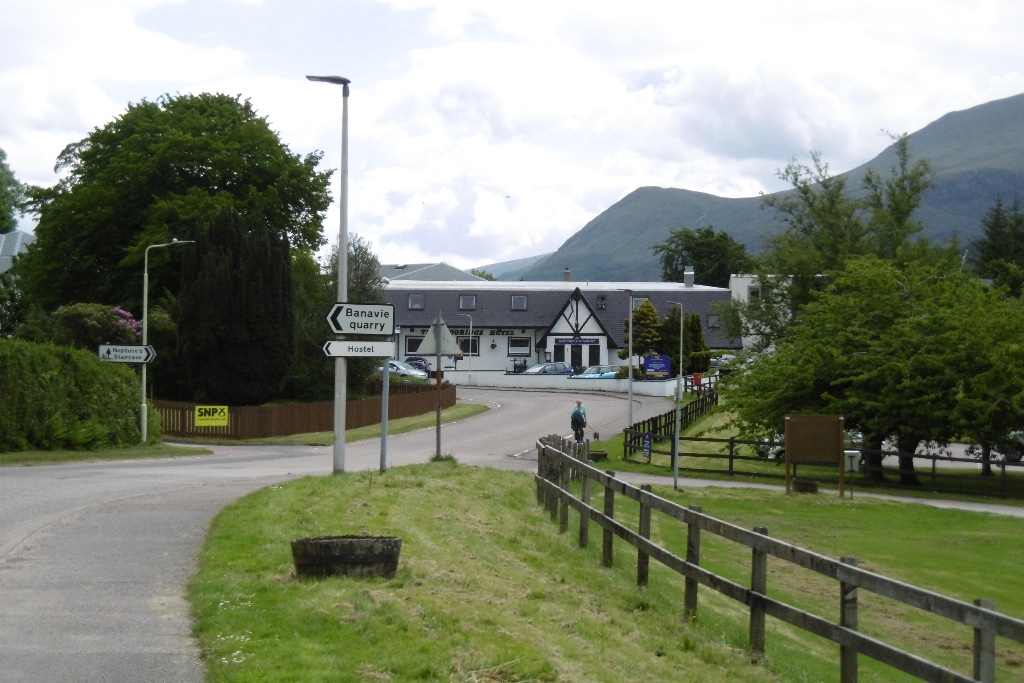
Straße durch Banavie

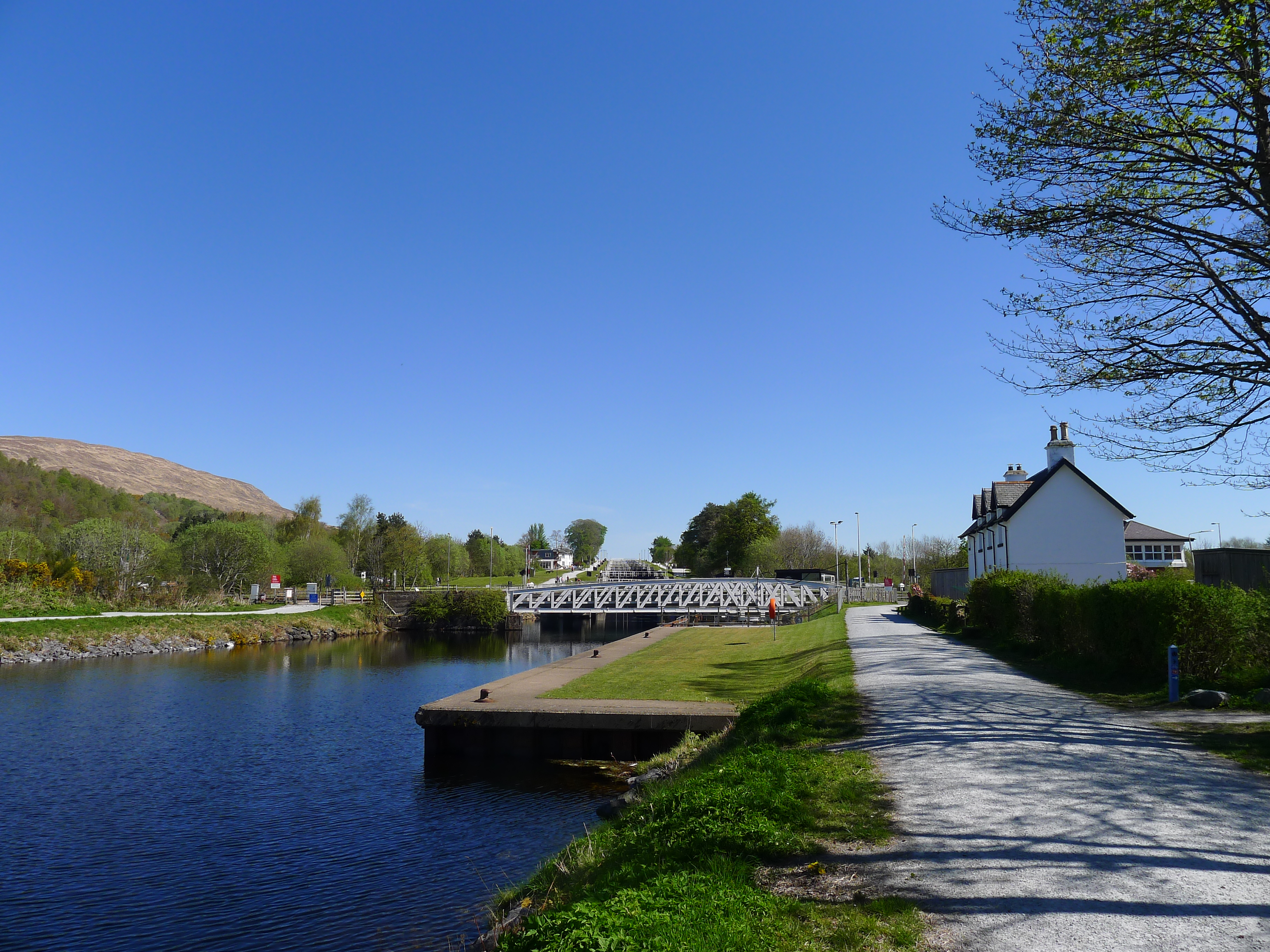
Drehbrücke über den Kanal

Banavie (schottisch-gälisch Banbhaidh) ist eine Ortschaft, die nördlich von Fort William in der Council Area Highland im Norden von Schottland liegt. Im Rahmen der historischen Gliederung Schottlands in Civil Parishes zählt es zu Kilmallie, das zu Inverness-shire gehörte.

## Geographie
Banavie liegt im Great Glen am südlichen Ende des Kaledonischen Kanals, der hier in das Loch Linnhe übergeht. Unmittelbar südöstlich des Ortes verläuft Neptune’s Staircase. Angrenzend im Norden liegt der Berg Meall Bhanabhie mit einem Steinbruch. Banavie ist von lokaler Bedeutung und weist ein Hotel sowie eine Grundschule auf.

## Verkehr
Verkehrstechnisch zu erreichen ist Banavie über die von Fort William nach Mallaig führende A830 sowie die Banavie über Gairlochy mit der A82 nördlich von Spean Bridge verbindende B8004.
Banavie besitzt eine Station an der zwischen Glasgow und Mallaig verlaufenden West Highland Line.

## Historisch Bedeutsames
Die Eisenbahn-Drehbrücke über den Kanal steht unter Denkmalschutz, ebenso das von Thomas Telford entworfene Studio Salix.

## Mit Banavie verbundene Persönlichkeiten
- Mary Earle (1929–2021), neuseeländische Chemieingenieurin und Hochschullehrerin, wurde in Banavie geboren.